# Arroyo Beta
El arroyo Beta es un curso natural de agua binacional que fluye en la parte norte de la Isla Grande de Tierra del Fuego y desemboca en océano Atlántico.

## Trayecto
El arroyo nace en Chile y cruza la frontera hacia Argentina para desembocar al sur del Cabo Espíritu Santo en el Atlántico.

## Historia
Luis Risopatrón lo describe brevemente en su Diccionario Jeográfico de Chile de 1924:: 80 
Beta (Arroyo) 52° 45' 68° 36'. Es pequeño, de buena agua, con abundante pasto en sus orillas i se encuentra en la parte NE de la isla Grande de Tierra del Fuego, al S del cabo Espíritu Santo; es cruzado por la línea de límites con la Arjentina. 122, p. XXVII i 7; 134; 151, VIII, p. 88; i 156.